# Squadra greca di Coppa Davis
La squadra greca di Coppa Davis rappresenta la Grecia nella Coppa Davis, ed è posta sotto l'egida della Hellenic Tennis Federation.
La squadra debuttò nella competizione nel 1927, ma non ha mai fatto parte del World Group. Il suo miglior risultato è il raggiungimento del Gruppo I, dove milita attualmente.

## Organico 2024
Vengono di seguito illustrati i convocati per ogni singolo turno della Coppa Davis 2024. A sinistra dei nomi la nazione affrontata e il risultato finale. Fra parentesi accanto ai nomi, il ranking del giocatore nel momento della disputa degli incontri (la "d" indica che il ranking corrisponde alla specialità del doppio).
| Gruppo I - Playoff | Gruppo I - Playoff |
| Romania (3–1)      | Stefanos Tsitsipas (10) Alexandros Skorilas (755) Ioannis Xilas (1286) Aristotelis Thanos (1433) Petros Tsitsipas (107 d) |
| ------------------ | --- |

| Gruppo I - Turno principale | Gruppo I - Turno principale                                                                  |
| Serbia (1–3)                | Aristotelis Thanos (713) Ioannis Xilas (770) Demetris Azoides (1054) Petros Tsitsipas (77 d) |
| --------------------------- | -------------------------------------------------------------------------------------------- |

## Risultati
= Incontro del Gruppo Mondiale

### 2010-2019
| Anno | Turno                           | Data           | Sede             | Avversario           | Punteggio | Esito     |
| ---- | ------------------------------- | -------------- | ---------------- | -------------------- | --------- | --------- |
| 2010 | Gruppo III, Round Robin         | 10 maggio      | Amarousio (GRC)  | Albania              | 3–0       | Vittoria  |
| 2010 | Gruppo III, Round Robin         | 11 maggio      | Amarousio (GRC)  | Montenegro           | 2–1       | Vittoria  |
| 2010 | Gruppo III, Round Robin         | 12 maggio      | Amarousio (GRC)  | San Marino           | 3–0       | Vittoria  |
| 2010 | Gruppo III, Round Robin         | 13 maggio      | Amarousio (GRC)  | Moldavia             | 2–1       | Vittoria  |
| 2010 | Gruppo III, Round Robin         | 14 maggio      | Amarousio (GRC)  | Armenia              | 3–0       | Vittoria  |
| 2010 | Gruppo III, Playoff 1º–4º Posto | 15 maggio      | Amarousio (GRC)  | Georgia              | 2–1       | Vittoria  |
| 2011 | Gruppo II, 1º Turno             | 4-6 marzo      | Salonicco (GRC)  | Lettonia             | 1–4       | Sconfitta |
| 2011 | Gruppo II, Playoff 1º Turno     | 8-10 luglio    | Salonicco (GRC)  | Monaco               | 2–3       | Sconfitta |
| 2012 | Gruppo III, Round Robin         | 2 maggio       | Sofia (BGR)      | Malta                | 3–0       | Vittoria  |
| 2012 | Gruppo III, Round Robin         | 3 maggio       | Sofia (BGR)      | Islanda              | 3–0       | Vittoria  |
| 2012 | Gruppo III, Round Robin         | 4 maggio       | Sofia (BGR)      | Norvegia             | 2–1       | Vittoria  |
| 2012 | Gruppo III, Playoff 1º–4º Posto | 5 maggio       | Sofia (BGR)      | Lituania             | 1–2       | Sconfitta |
| 2013 | Gruppo III, Round Robin         | 22 maggio      | San Marino (SMR) | Montenegro           | 3–0       | Vittoria  |
| 2013 | Gruppo III, Round Robin         | 23 maggio      | San Marino (SMR) | Liechtenstein        | 3–0       | Vittoria  |
| 2013 | Gruppo III, Playoff 1º–4º Posto | 25 maggio      | San Marino (SMR) | Macedonia            | 2–1       | Vittoria  |
| 2014 | Gruppo II, 1º Turno             | 31 gen.-2 feb. | Sarajevo (BIH)   | Bosnia ed Erzegovina | 1–3       | Sconfitta |
| 2014 | Gruppo II, Playoff 1º Turno     | 4-6 aprile     | Atene (GRC)      | Bulgaria             | 1–4       | Sconfitta |
| 2015 | Gruppo III, Round Robin         | 16 luglio      | San Marino (SMR) | San Marino           | 3–0       | Vittoria  |
| 2015 | Gruppo III, Round Robin         | 17 luglio      | San Marino (SMR) | Cipro                | 1–2       | Sconfitta |
| 2015 | Gruppo III, Playoff 5º–8º Posto | 18 luglio      | San Marino (SMR) | Macedonia            | 1–2       | Sconfitta |
| 2016 | Gruppo III, Round Robin         | 2 marzo        | Tallinn (EST)    | Kosovo               | 3–0       | Vittoria  |
| 2016 | Gruppo III, Round Robin         | 3 marzo        | Tallinn (EST)    | Liechtenstein        | 3–0       | Vittoria  |
| 2016 | Gruppo III, Round Robin         | 4 marzo        | Tallinn (EST)    | Estonia              | 0–3       | Sconfitta |
| 2016 | Gruppo III, Playoff 5º–8º Posto | 5 marzo        | Tallinn (EST)    | Malta                | 2–1       | Vittoria  |
| 2017 | Gruppo III, Round Robin         | 7 aprile       | Sozopol (BGR)    | Armenia              | 3–0       | Vittoria  |
| 2017 | Gruppo III, Round Robin         | 7 aprile       | Sozopol (BGR)    | Bulgaria             | 0–3       | Sconfitta |
| 2017 | Gruppo III, Playoff 5º–8º Posto | 8 aprile       | Sozopol (BGR)    | Montenegro           | 1–2       | Sconfitta |
| 2018 | Gruppo III, Round Robin         | 4 aprile       | Dulcigno (MNE)   | Lettonia             | 2–1       | Vittoria  |
| 2018 | Gruppo III, Round Robin         | 5 aprile       | Dulcigno (MNE)   | Armenia              | 3–0       | Vittoria  |
| 2018 | Gruppo III, Round Robin         | 6 aprile       | Dulcigno (MNE)   | Montenegro           | 1–2       | Sconfitta |
| 2018 | Gruppo III, Playoff 3º–4º Posto | 7 aprile       | Dulcigno (MNE)   | Moldavia             | 3–0       | Vittoria  |
| 2019 | Gruppo III, Round Robin         | 11 settembre   | Atene (GRC)      | Lussemburgo          | 3–0       | Vittoria  |
| 2019 | Gruppo III, Round Robin         | 12 settembre   | Atene (GRC)      | Polonia              | 1–2       | Sconfitta |
| 2019 | Gruppo III, Round Robin         | 13 settembre   | Atene (GRC)      | Monaco               | 3–0       | Vittoria  |
| 2019 | Gruppo III, Playoff 1º–4º Posto | 14 settembre   | Atene (GRC)      | Lettonia             | 2–1       | Vittoria  |

### 2020-2029
| Anno | Turno                                | Data            | Sede               | Avversario | Punteggio | Esito     |
| ---- | ------------------------------------ | --------------- | ------------------ | ---------- | --------- | --------- |
| 2021 | Gruppo Mondiale II, Playoff          | 6-7 marzo       | Metro Manila (PHL) | Filippine  | 4–1       | Vittoria  |
| 2021 | Gruppo Mondiale II, Turno principale | 18-19 settembre | Candia (GRC)       | Lituania   | 1–3       | Sconfitta |
| 2022 | Gruppo Mondiale II, Playoff          | 4-5 marzo       | Atene (GRC)        | Giamaica   | 3–2       | Vittoria  |
| 2022 | Gruppo Mondiale II, Turno principale | 4-5 marzo       | Tunisi (TUN)       | Tunisia    | 3–1       | Vittoria  |
| 2023 | Gruppo Mondiale I, Playoff           | 4-5 febbraio    | Atene (GRC)        | Ecuador    | 3–1       | Vittoria  |
| 2023 | Gruppo Mondiale I, Turno principale  | 16-17 settembre | Atene (GRC)        | Slovacchia | 1–3       | Sconfitta |
| 2024 | Gruppo Mondiale I, Playoff           | 3-4 febbraio    | Atene (GRC)        | Romania    | 4–0       | Vittoria  |
| 2024 | Gruppo Mondiale I, Turno principale  | 14-15 settembre | Belgrado (SRB)     | Serbia     | 1–3       | Sconfitta |

## Statistiche giocatori
Di seguito la classifica dei tennisti grechi con almeno una partecipazione in Coppa Davis, ordinati in base al numero di vittorie. In caso di parità si tiene conto del maggior numero di incontri disputati; in caso di ulteriore parità viene dato più valore agli incontri in singolare; come quarto e ultimo criterio viene considerata la data d'esordio. In grassetto quelli tuttora in attività.

Aggiornato alla Coppa Davis 2025 (Grecia-Egitto 3-2).
| #  | Tennista                 | Singolare | Doppio | Totale |
| -- | ------------------------ | --------- | ------ | ------ |
| 1  | Konstantinos Economidis  | 26-10     | 18-10  | 44-20  |
| 2  | Nicholas Kalogeropoulos  | 20-26     | 5-18   | 25-44  |
| 3  | George Kalovelonis       | 16-25     | 7-13   | 23-38  |
| 4  | Konstantinos Efraimoglou | 10-10     | 12-11  | 22-21  |
| 5  | Alexandros Jakoubovits   | 11-18     | 10-10  | 21-28  |
| 6  | Anastasios Bavelas       | 15-13     | 5-3    | 20-16  |
| 7  | Solon Peppas             | 18-12     | 2-2    | 20-14  |
| 16 | Anastasios Vasiliadis    | 5-5       | 13-5   | 18-10  |
| 9  | Stefanos Tsitsipas       | 12-1      | 1-2    | 13-3   |
| 10 | Theodoros Angelinos      | 10-3      | 2-0    | 12-3   |
| 11 | Petros Tsitsipas         | 4-2       | 7-11   | 11-13  |
| 12 | Vasilīs Mazarakīs        | 8-6       | 3-2    | 11-8   |
| 13 | Markos Kalovelonis       | 4-3       | 6-8    | 10-11  |
| 14 | Ioannis Stergiou         | 8-4       | 2-2    | 10-6   |
| 15 | Nikos Rovas              | 6-8       | 3-2    | 9-10   |
| 16 | Augustos Zerlendis       | 8-6       | 1-3    | 9-9    |
| 17 | Ioannis Rigas            | 3-0       | 5-2    | 8-2    |
| 18 | Charalampos Kapogiannis  | 3-4       | 3-2    | 6-6    |
| 19 | Christos Antonopoulos    | 2-3       | 4-1    | 6-4    |
| 20 | Andreas Fikas            | 4-2       | 1-0    | 5-2    |
| 21 | Dimitris Kleftakos       | 2-1       | 3-1    | 5-2    |
| 22 | Pantelis Moschoutis      | 5-1       | 0-0    | 5-1    |
| 23 | Nicolas Kelaidis         | 2-17      | 2-7    | 4-24   |
| 24 | Periclis Gavrilidis      | 1-15      | 3-5    | 4-20   |
| 25 | Lázaros Stálios          | 4-11      | 0-7    | 4-18   |
| 26 | Michail Pervolarakis     | 4-3       | 0-2    | 4-5    |
| 27 | Aristotelis Thanos       | 4-1       | 0-2    | 4-3    |
| 28 | Fotis Vazeos             | 3-2       | 1-1    | 4-3    |

| #  | Tennista                      | Singolare | Doppio | Totale |
| -- | ----------------------------- | --------- | ------ | ------ |
| 29 | Niko Karagiannis              | 0-1       | 4-2    | 4-3    |
| 30 | Alexandros Skorilas           | 3-1       | 1-1    | 4-2    |
| 31 | Georgios Nikolaides           | 3-8       | 0-6    | 3-14   |
| 32 | Paris Gemouchidis             | 2-7       | 1-2    | 3-9    |
| 33 | Orestis Garangiotis           | 3-5       | 0-1    | 3-6    |
| 34 | Athanasios Anastopoulos       | 2-1       | 1-1    | 3-2    |
| 35 | Vasileios Iliopoulos          | 0-1       | 3-1    | 3-2    |
| 36 | Nikolaos Kalyvas              | 2-8       | 0-1    | 2-9    |
| 37 | Stefanos Xydis                | 2-1       | 0-3    | 2-4    |
| 38 | Eleftherios- Spyridon Alexiou | 1-3       | 1-1    | 2-4    |
| 39 | Konstantinos Mikos            | 0-2       | 2-1    | 2-3    |
| 40 | Stefanos Sakellaridis         | 2-0       | 0-0    | 2-0    |
| 41 | George Giotopoulos            | 0-0       | 2-0    | 2-0    |
| 42 | Eleftherios Theodorou         | 1-2       | 0-1    | 1-3    |
| 43 | I Georgiadis                  | 1-2       | 0-0    | 1-2    |
| 44 | Costas Efstratiadis           | 1-1       | 0-0    | 1-1    |
| 45 | Ioannis Xilas                 | 1-1       | 0-0    | 1-1    |
| 46 | Pavlos Mamasis                | 0-1       | 1-0    | 1-1    |
| 47 | Stamatis Kapiris              | 0-0       | 1-1    | 1-1    |
| 48 | Yannis Vlachos                | 0-0       | 1-1    | 1-1    |
| 49 | Demetris Azoides              | 1-0       | 0-0    | 1-0    |
| 50 | Max Balli                     | 0-3       | 0-5    | 0-8    |
| 51 | Kimon Zachos                  | 0-4       | 0-2    | 0-6    |
| 52 | Epaminondas Argyriou          | 0-2       | 0-2    | 0-4    |
| 53 | Georgios Zafiropoulos         | 0-2       | 0-1    | 0-3    |
| 54 | Andreas Manuilidis            | 0-0       | 0-2    | 0-2    |
| 55 | Dimítrios Kanellopoúlos       | 0-0       | 0-1    | 0-1    |

## Andamento
La seguente tabella riflette l'andamento della squadra dal 1990 ad oggi. Le colonne grigie indicano che la squadra non ha preso parte alla manifestazione in quegli anni, in quanto la squadra non esisteva.
| Pos.           | 90 | 91 | 92 | 93 | 94 | 95 | 96 | 97 | 98 | 99 | 00 | 01 | 02 | 03 | 04 | 05 | 06 | 07 | 08 | 09 | 10 | 11 | 12 | 13 | 14 | 15 | 16 | 17 | 18 | 19 | 21 | 22 | 23 | 24 |
| -------------- | -- | -- | -- | -- | -- | -- | -- | -- | -- | -- | -- | -- | -- | -- | -- | -- | -- | -- | -- | -- | -- | -- | -- | -- | -- | -- | -- | -- | -- | -- | -- | -- | -- | -- |
| Campione       |    |    |    |    |    |    |    |    |    |    |    |    |    |    |    |    |    |    |    |    |    |    |    |    |    |    |    |    |    |    |    |    |    |    |
| Finalista      |    |    |    |    |    |    |    |    |    |    |    |    |    |    |    |    |    |    |    |    |    |    |    |    |    |    |    |    |    |    |    |    |    |    |
| SF             |    |    |    |    |    |    |    |    |    |    |    |    |    |    |    |    |    |    |    |    |    |    |    |    |    |    |    |    |    |    |    |    |    |    |
| QF             |    |    |    |    |    |    |    |    |    |    |    |    |    |    |    |    |    |    |    |    |    |    |    |    |    |    |    |    |    |    |    |    |    |    |
| OF             |    |    |    |    |    |    |    |    |    |    |    |    |    |    |    |    |    |    |    |    |    |    |    |    |    |    |    |    |    |    |    |    |    |    |
| Qualificazioni | x  | x  | x  | x  | x  | x  | x  | x  | x  | x  | x  | x  | x  | x  | x  | x  | x  | x  | x  | x  | x  | x  | x  | x  | x  | x  | x  | x  | x  |    |    |    |    |    |
| Gruppo I       |    |    |    |    |    |    |    |    |    |    |    |    |    |    |    |    |    |    |    |    |    |    |    |    |    |    |    |    |    |    |    |    |    |    |
| Gruppo II      |    |    |    |    |    |    |    |    |    |    |    |    |    |    |    |    |    |    |    |    |    |    |    |    |    |    |    |    |    |    |    |    |    |    |
| Gruppo III     | x  | x  |    |    |    |    |    |    |    |    |    |    |    |    |    |    |    |    |    |    |    |    |    |    |    |    |    |    |    |    |    |    |    |    |
| Gruppo IV      | x  | x  | x  | x  | x  | x  | x  |    |    |    |    |    |    | x  |    |    |    |    |    |    | x  | x  | x  | x  | x  | x  | x  | x  | x  | x  | x  |    |    |    |

Legenda
- Campione: La squadra ha conquistato la Coppa Davis.
- Finalista: La squadra ha disputato e perso la finale.
- SF: La squadra è stata sconfitta in semifinale.
- QF: La squadra è stata sconfitta nei quarti di finale.
- OF: La squadra è stata sconfitta negli ottavi di finale (1º turno). Dal 2019 sostituito dal Round Robin.
- Qualificazioni: La squadra è stata sconfitta al turno di qualificazione. Istituito nel 2019.
- Gruppo I: La squadra ha partecipato al Gruppo I della propria zona di appartenenza.
- Gruppo II: La squadra ha partecipato al Gruppo II della propria zona di appartenenza.
- Gruppo III: La squadra ha partecipato al Gruppo III della propria zona di appartenenza.
- Gruppo IV: La squadra ha partecipato al Gruppo IV della propria zona di appartenenza.
- x: Ove presente, la x indica che in quel determinato anno, il Gruppo in questione non è esistito nella zona geografica di appartenenza della squadra.